# アルカディア会談
アルカディア会談（アルカディアかいだん、英：Arcadia Conference）は、第二次世界大戦中の1941年12月22日から1942年1月14日まで、イギリス連合王国とアメリカ合衆国の政府首脳間で、ワシントンD.C.において行われた会議である。「アルカディア」は会議のコードネームとして使用された。代表はウィンストン・チャーチルとフランクリン・ルーズベルトである。
真珠湾攻撃が起きたばかりであるが、アメリカ合衆国は戦争に勝利することを約束し、最初の目標はナチス・ドイツであるとした（ヨーロッパを最初の戦略目標とした）。また、ヨーロッパ作戦戦域において軍事的資源を統一して運用することにも同意した。南西太平洋戦域については、ABDA司令部の設置を合意した。
それ以外の会議の結果として、連合国共同宣言を1942年1月1日に行い、連合国（現在の国際連合）の結成に同意した。